# Vrbice (Prachaticei járás)
Vrbice település Csehországban, a Prachaticei járásban. Vrbice Vacov és Drážov településekkel határos. Lakosainak száma 62 fő (2024. január 1.).

## Népesség
A település lakosságának változását az alábbi diagram mutatja:
| Lakosok száma | 287  | 341  | 329  | 212  | 106  | 72   | 70   | 67   | 60   | 62   |
|               | 1869 | 1890 | 1921 | 1950 | 1980 | 2001 | 2017 | 2019 | 2022 | 2024 |